# Caldey Island
Caldey Island är en ö i Storbritannien.   Den ligger i kommunen Pembrokeshire och riksdelen Wales, i den södra delen av landet, 300 km väster om huvudstaden London. Arean är 2,2 kvadratkilometer.
Terrängen på Caldey Island är platt. Öns högsta punkt är 53 meter över havet. Den sträcker sig 1,6 kilometer i nord-sydlig riktning, och 2,5 kilometer i öst-västlig riktning.